# Przejście graniczne Gubin-Guben (drogowe)
Przejście graniczne Gubin-Guben – istniejące do 2007 polsko-niemieckie drogowe przejście graniczne, położone województwie lubuskim, powiecie krośnieńskim, w gminie Gubin, w miejscowości Gubin.

## Opis
Przejście graniczne Gubin-Guben z miejscem odprawy granicznej po stronie polskiej w miejscowości Gubin i po stronie niemieckiej w miejscowości Guben, czynne było przez całą dobę. Dopuszczone było przekraczanie granicy dla ruchu osobowego i towarowego oraz mały ruch graniczny. Kontrolę graniczną osób, towarów i środków transportu wykonywała kolejno: Graniczna Placówka Kontrolna Straży Granicznej w Gubinie, Graniczna Placówka Kontrolna Straży Granicznej w Gubinku, Placówka Straży Granicznej w Gubinku. Obie miejscowości łączył most na rzece Nysie Łużyckiej. Do przejścia granicznego po stronie polskiej prowadziła droga wojewódzka nr 138, a po stronie niemieckiej niemieckiej Bundesstraße 97.
W związku z decyzją władz Brandenburgii o wprowadzeniu zakazu poruszania z dniem 16 września 1996 pojazdów z lawetami na odcinku autostrady A12 od zjazdu Muhllosse do przejścia granicznego Świecko-Frankfurt, w przejściu granicznym Gubin-Guben również zaprzestano odpraw pojazdów na lawetach. Konsekwencją tej decyzji było przeniesienie odpraw samochodów na lawetach ze Świecka i Gubina do Olszyny.
21 grudnia 2007 na mocy układu z Schengen przejście graniczne zostało zlikwidowane.

### Przejścia graniczne z NRD
W okresie istnienia Niemieckiej Republiki Demokratycznej funkcjonowało w tym miejscu polsko-niemieckie drogowe przejście graniczne Gubin. Czynne codziennie przez całą dobę. Dopuszczone było przekraczanie granicy dla ruchu:
- osobowego tylko dla obywateli:

1. Ludowej Republiki Bułgarii
2. Czechosłowackiej Republiki Socjalistycznej
3. Niemieckiej Republiki Demokratycznej
4. Polskiej Rzeczypospolitej Ludowej
5. Socjalistycznej Republiki Rumunii
6. Węgierskiej Republiki Ludowej
7. Związku Socjalistycznych Republik Radzieckich
8. Mongolskiej Republiki Ludowej,

- towarowego obywatele NRD i PRL.

- 1972 – 18 lutego przedstawiciele organów granicznych i celnych PRL i NRD podpisali protokół o wprowadzeniu wspólnej kontroli granicznej i celnej na przejściach granicznych: Słubice-Frankfurt, Gubin-Wilhelm Pieck-Stad Guben. Postanowienia o wspólnej kontroli granicznej rozciągnięto później na pozostałe przejścia na granicy zachodniej[8].

Kontrolę graniczną osób, towarów i środków transportu wykonywała Graniczna Placówka Kontrolna Gubin.
W październiku 1945 na granicy polsko-niemieckiej, w ramach tworzących się Wojsk Ochrony Pogranicza utworzono Przejściowy Punkt Kontrolny Gubin nr 5 – drogowy III kategorii.

Przejście graniczne Gubin-Guben (drogowe)
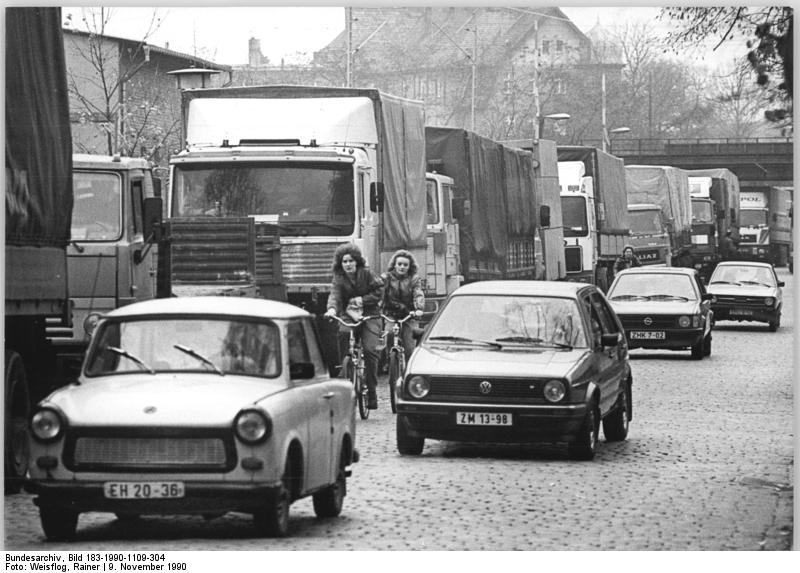
(listopad 1990)
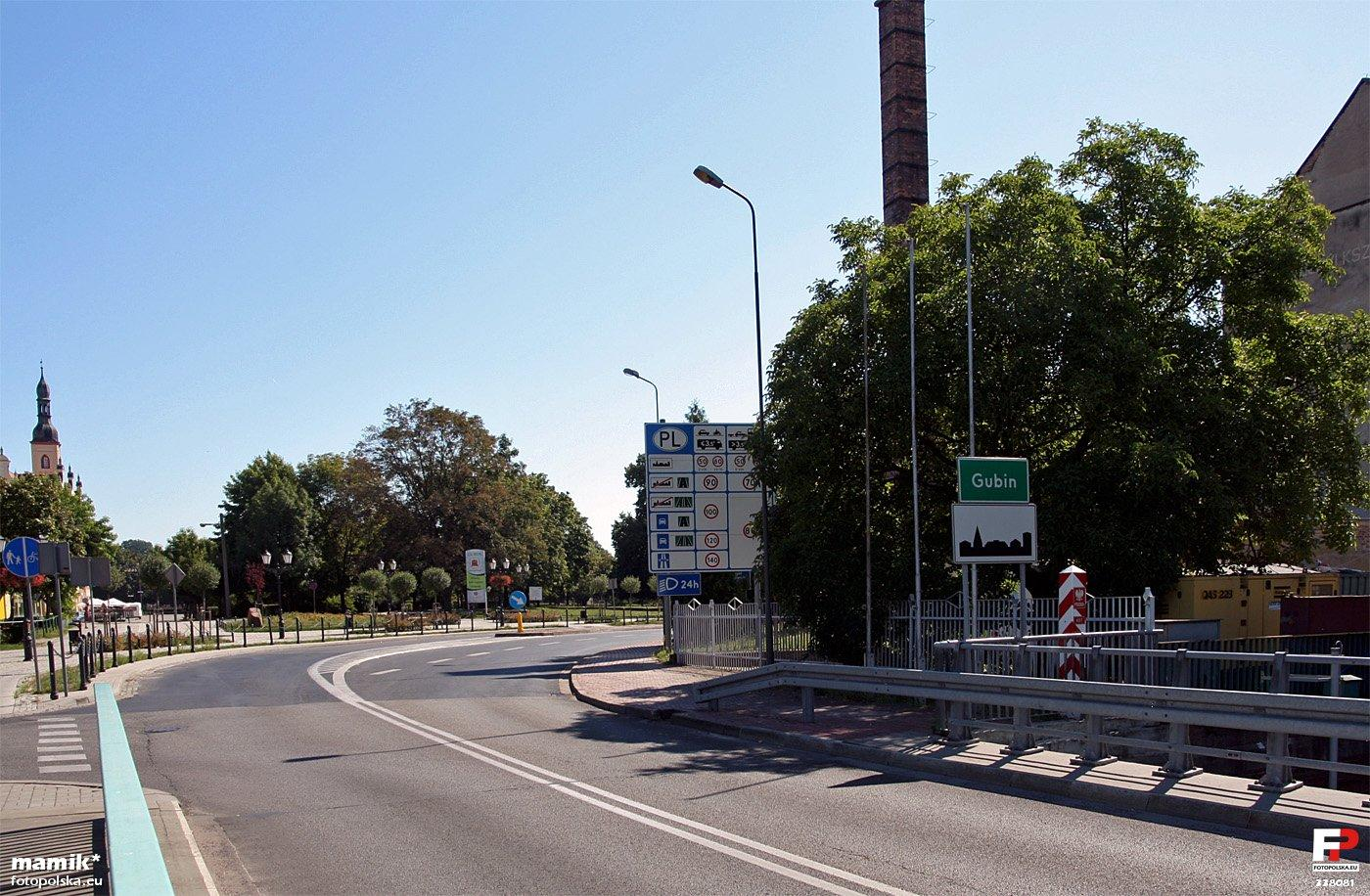
(sierpień 2012)

Niemieckie stemple kontroli granicznej
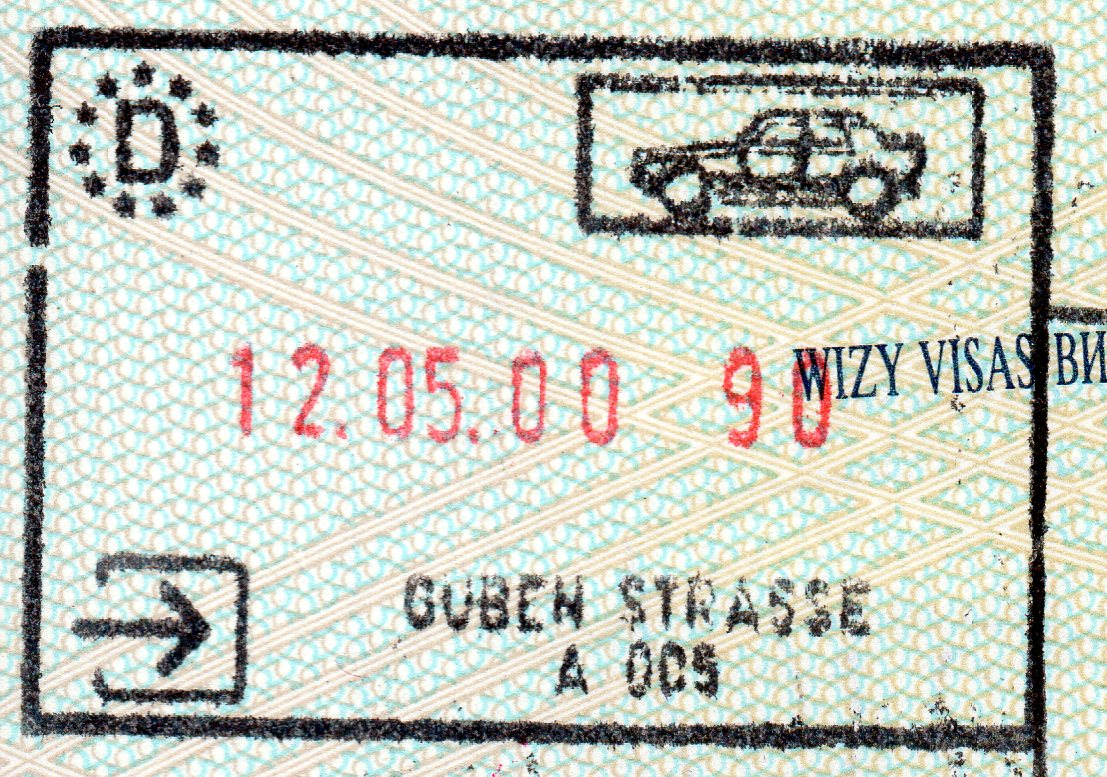
kierunek wjazdowy
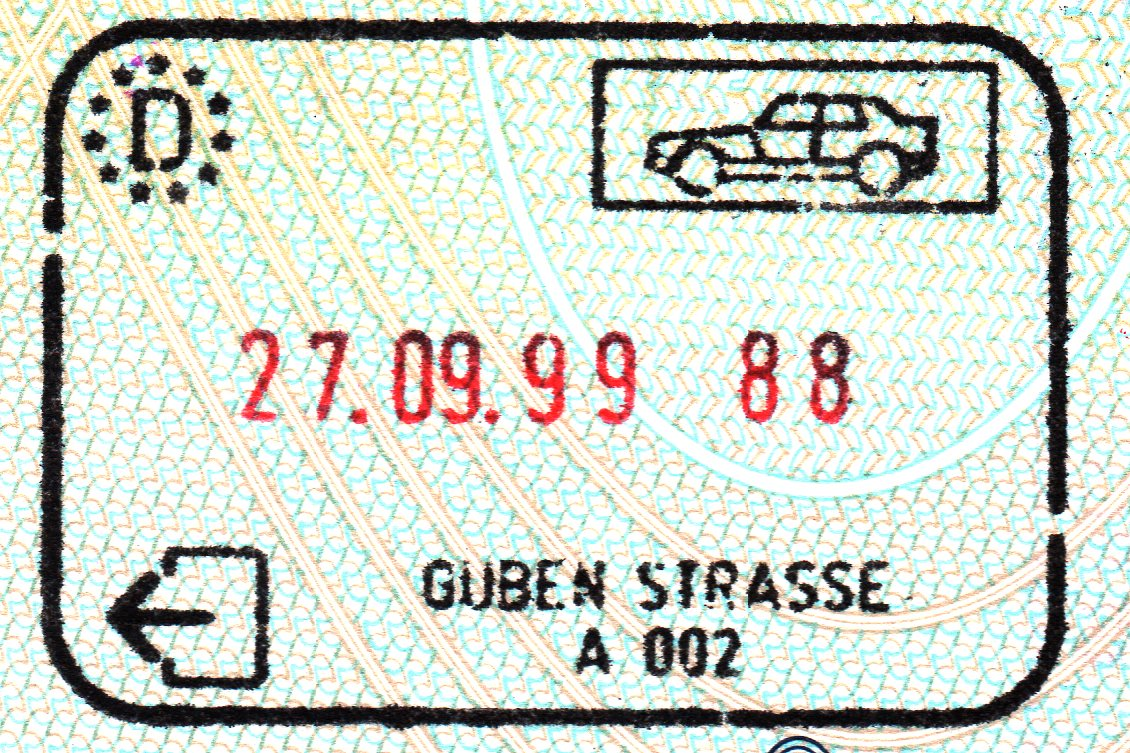
kierunek wyjazdowy